# إدوارد فيشر (كاتب)
إدوارد فيشر (بالألمانية: Eduard Fischer)‏ هو كاتب وضابط شرطة نمساوي، ولد في 18 يناير 1862 في Karapchiv, Vyzhnytsia Raion, Chernivtsi Oblast ‏ في أوكرانيا، وتوفي في 21 يونيو 1935 في فيينا في النمسا.